# Wewoka
Wewoka település az Amerikai Egyesült Államok Oklahoma államában, Seminole megyében, melynek megyeszékhelye is. Lakosainak száma 3133 fő (2020. április 1.).

## Népesség
A település népességének változása:

| 2010 | 3 430 |
| 2020 | 3 133 |